# Mikhail Shemetau
Mikhail Shemetau, né le 21 juillet 1994 à Hrodna, est un coureur cycliste biélorusse. Il participe à des compétitions sur route et sur piste.

## Palmarès sur route

### Par année
- 2016
  - 2e du championnat de Biélorussie du contre-la-montre espoirs
- 2020
  - 3e du championnat de Biélorussie du contre-la-montre
- 2022
  - Prologue du Tour de Biélorussie (contre-la-montre par équipes)

### Classements mondiaux
| Année                                 | 2016  | 2017  | 2018  | 2019  | 2020  |
| ------------------------------------- | ----- | ----- | ----- | ----- | ----- |
| Classement mondial                    | 2403e | 1890e | 3232e | 1975e | 1114e |
| UCI Europe Tour                       | 1597e | 1207e | 2135e | 1294e | 863e  |
|                                       |       |       |       |       |       |
| Légende : nc = non classéSource : UCI |       |       |       |       |       |

## Palmarès sur piste

### Championnats du monde
- Londres 2016
  - 5e de la poursuite
- Hong Kong 2017
  - 10e de la poursuite individuelle[1]
  - 14e de la poursuite par équipes[2]
- Apeldoorn 2018
  - 8e de la poursuite individuelle[3]
  - 14e de la poursuite par équipes[4]
- Pruszków 2019
  - 13e de la poursuite par équipe[5]

### Championnats d'Europe
- Athènes 2015
  -  Médaillé de bronze de la poursuite par équipes espoirs

### Championnats nationaux
- 2014
  -  Champion de Biélorussie de poursuite par équipes (avec Raman Ramanau, Hardzei Tsishchanka, Raman Tsishkou et Aleh Ahiyevich)
  - 3e du championnat de Biélorussie de course aux points
  - 3e du championnat de Biélorussie de scratch
- 2015
  - 3e du championnat de Biélorussie de l'omnium
- 2016
  -  Champion de Biélorussie de poursuite par équipes (avec Yauheni Karaliok, Yauheni Akhramenka et Hardzei Tsishchanka)
- 2017
  - 2e du championnat de Biélorussie de poursuite
- 2019
  -  Champion de Biélorussie de poursuite par équipes (avec Yauheni Karaliok, Kanstantsin Bialiuski et Hardzei Tsishchanka)
  -  Champion de Biélorussie de l'américaine (avec Yauheni Karaliok)
  - 3e du championnat de Biélorussie de poursuite
  - 3e du championnat de Biélorussie de l'omnium
- 2020
  -  Champion de Biélorussie de poursuite
  -  Champion de Biélorussie de course aux points
  - 2e du championnat de Biélorussie de poursuite
  - 2e du championnat de Biélorussie de poursuite par équipes
- 2021
  - 2e du championnat de Biélorussie de course à l'élimination